# Oliver Burke
Oliver Jasen Burke (* 7. dubna 1997 Kirkcaldy) je skotský profesionální fotbalista, který hraje na pozici křídelníka či útočníka za německý klub Werder Brémy, kde je na hostování z Sheffieldu United, a za skotský národní tým.

## Reprezentační kariéra
Burke nastupoval za skotskou mládežnickou reprezentaci U19.
V A-mužstvu Skotska debutoval 29. září 2016 v přátelském utkání v Glasgowě proti reprezentaci Dánska (výhra 1:0).